# 吊茶包

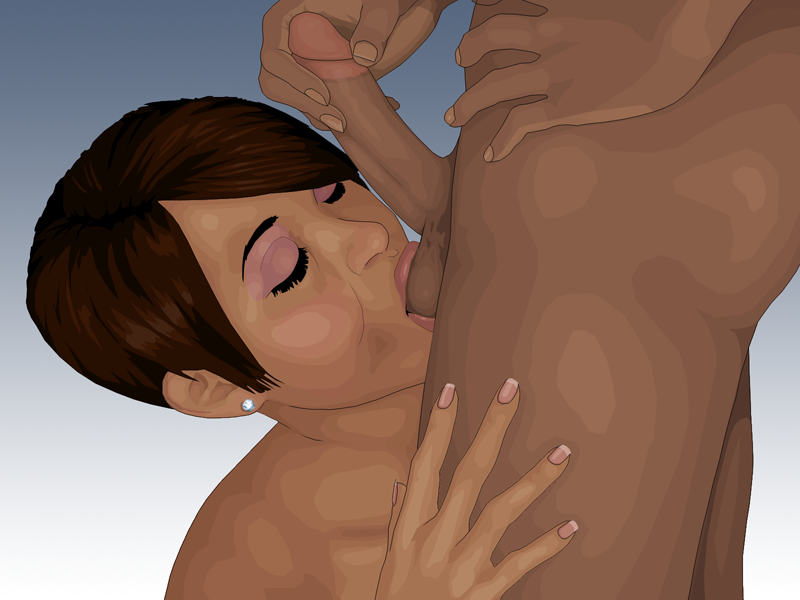
吊茶包

吊茶包（英語：Teabagging）是一個性俚語，俗稱含睪丸、含陰囊、含懶蛋或含蛋蛋。形容一名男性把陰囊放在性伴侶的口腔內，然後重複以進出或磨擦的方式，像將茶包浸泡在茶杯內又取出的動作。此動作可以是前戲，也可單獨作為非關交合的一種愛撫的形式。

## 性刺激
伴隨著阴茎，阴囊也是男性的性敏感部。这使得不同程度的性興奮而为对男性口交时一个重要部位。此行为也被用于BDSM且以男性为主导的活动，其中主导者对臣服者吊茶包使其遭受情色羞辱或另一种的坐脸形式。虽然一些人对此不觉稀奇，但至少对以口施行性刺激的个人身上不需因此受伤或感觉不适。
在《慾望城市》劇集播出期间，此行为在美国被不少夫妇热议，专家们也誇讚各式各样在施行陰莖口交时可用以促进性伴侣愉悦的技巧，包括温和地在阴囊上吸吮并用舌微微触及牙齿。而这也已被推荐作为前戏或安全性行為的一种形式。至于怎样行为的定义，专家们有个式不同的见解。

## 嘲諷
有遊戲玩家在網路遊戲內利用遊戲角色模擬過類似的動作。如在以及系列游戲中玩家會在被擊殺的對手尸體附近反復下蹲來模擬吊茶包的動作。
在美國有時事評論員將此詞引用於調侃茶黨運動的示威群眾。

## 主要條目
- 口交
- 非插入式性行为